# 石川村 (石川県)
石川村（いしかわむら）は、石川県石川郡に存在した村。
村名は、石川県、石川郡の代表的な村であって欲しいと言う願望から名付けられたとされている。

## 地理
- 現在の白山市の西部、旧・松任市においては西南部に位置。
- 江戸時代から北国街道（後の国道8号）が南北に通っていた。
- 当時の農業は稲作中心であり、その他の産物は大麦、小麦、大豆、大根など。一部では酪農も営まれていた。
- 河川など: 北川、大慶寺用水、七ケ用水

## 歴史
- 1934年（昭和9年）7月15日 - 比楽島村及び福留村が合併して、石川村が発足する。
- 1935年（昭和10年） - 福留、比楽島両小学校が統合し、石川村立石川尋常高等小学校開校。
- 1954年（昭和29年）11月3日 - 松任町、旭村、中奥村、林中村、一木村、出城村、御手洗村、宮保村、笠間村、柏野村及び石川村が合併して、改めて松任町が発足する。源兵衛島は源兵島町、流安田は水澄町に名称を変更する。源兵衛島新は福留町に編入する、福留の区域の一部から福新町が分立する。あとの7大字は松任町の町名に継承。

## 教育

### 小学校
- 石川村立石川小学校